# 貝勞森林號航空母艦
貝勞森林號航空母艦（CVL-24）是一艘隸屬於美國海軍的航空母艦，為獨立級航空母艦的三號艦。她是美軍第一艘以貝勞森林為名的軍艦，紀念第一次世界大戰的貝勞森林戰役；該戰美國海軍陸戰隊以極高死傷，將德軍驅逐出貝洛鎮西南的林地，最終阻止德軍向巴黎推進。
貝勞森林號在1941年8月11日開始在紐約造船廠建造，原建為克利夫蘭級輕巡洋艦的十四號艦，艦名為紐黑文；但建造不久，日本偷襲珍珠港，美國正式參與第二次世界大戰。此時美軍航空母艦短缺，故最終將九艘建造中的克利夫蘭級改裝為航空母艦。
1942年2月16日，貝勞森林號開始改建為航空母艦，並更改舷號（由CL-76改為CV-24）；而海軍則在3月18日修改建造合約，並在31日更改艦名。同年12月6日，貝勞森林號下水，並在1943年3月31日服役。7月15日，貝勞森林號等改裝航空母艦被重編為輕型航空母艦，舷號改為CVL-24。
稍後貝勞森林號加入太平洋戰爭，參與多場戰役。戰後貝勞森林號參與魔毯行動（Operation Magic Carpet），運載美軍返國，然後在1947年退役封存。
1953年9月5日，美國將貝勞森林號外借到法國海軍服役。為紀念昔日一戰美軍的援助，法軍保留貝勞森林號艦名，僅轉為法文拼寫（Bois Belleau）。稍後貝勞森林號前往越南，但在抵達下龍灣前，奠邊府戰役結束。日內瓦會議後，貝勞森林號返回法國，並在稍後參與阿爾及利亞戰爭。
1960年9月12日，貝勞森林號歸還美國，在同年10月1日除籍，最終在11月21日出售拆解。
貝勞森林號在二戰中獲頒總統單位嘉獎勳表及12顆戰鬥之星。